# Volárna (Roudno)
Volárna (německy Ochsensthall) je osada, část obce Roudno v okrese Bruntál. Nachází se asi 3 km na západ od Roudna.
Volárna leží v katastrálním území Roudno o výměře 22,14 km2.

## Název
Vesnice byla založena roku 1705 na místě zrušených stájí pod jménem Ochsenstall ("Volská stáj"). České jméno vzniklo převodem německého jména.

## Vývoj počtu obyvatel
Počet obyvatel Volárny podle sčítání nebo jiných úředních záznamů:
| Rok            | 1869 | 1880 | 1890 | 1900 | 1910 | 1921 | 1930 | 1950 | 1961 | 1970 | 1980 | 1991 | 2001 |
| -------------- | ---- | ---- | ---- | ---- | ---- | ---- | ---- | ---- | ---- | ---- | ---- | ---- | ---- |
| Počet obyvatel | 73   | 80   | 73   | 74   | 57   | 47   | 42   | 37   | 27   | 33   | 7    | 5    | 15   |

1. ↑  všichni Němci a římští katolíci

Ve Volárně je evidováno 13 adres, vesměs čísla popisná (trvalé objekty). Při sčítání lidu roku 2001 zde bylo napočteno 10 domů, z toho 5 trvale obydlených.

## Galerie

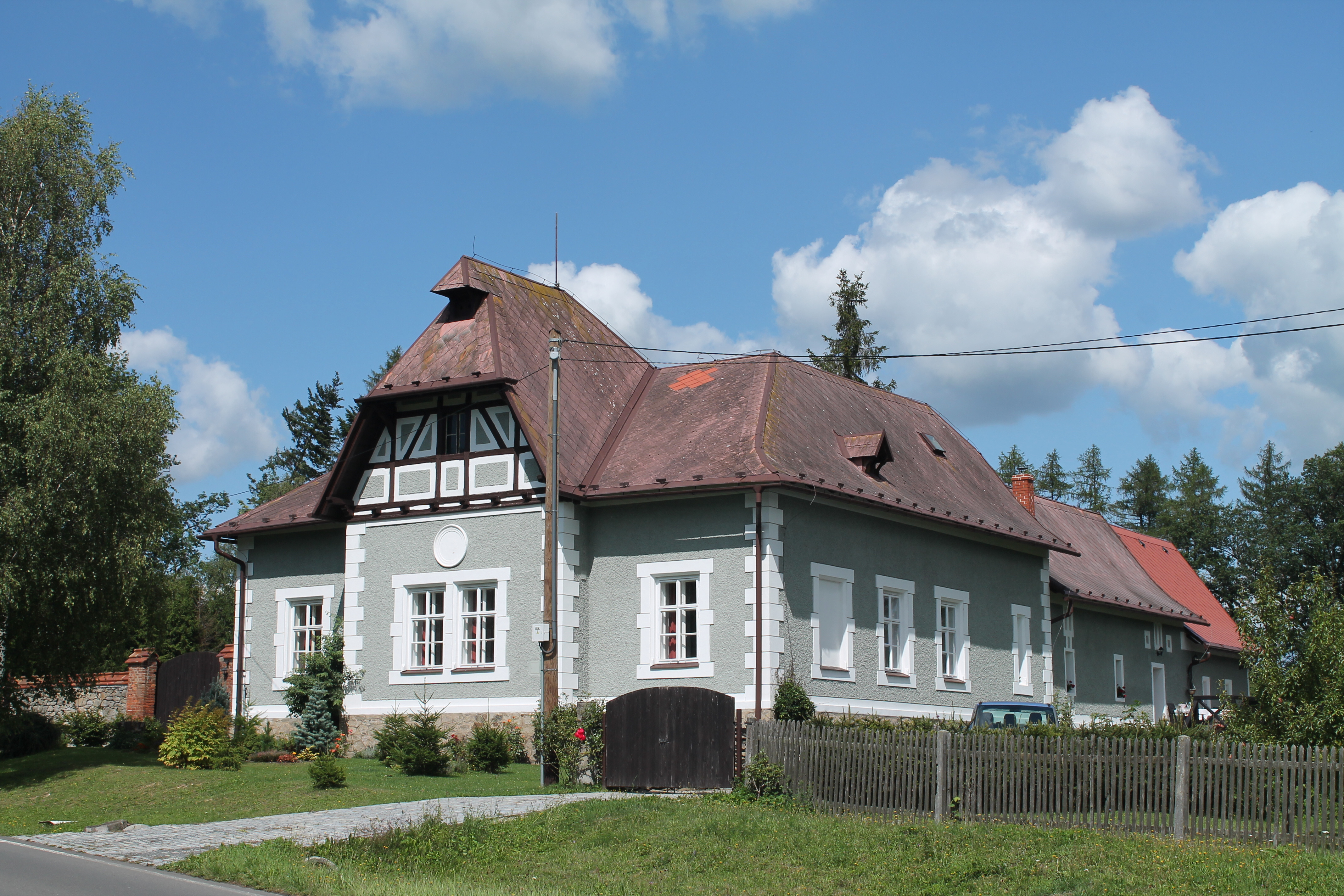
Bývalá hájovna
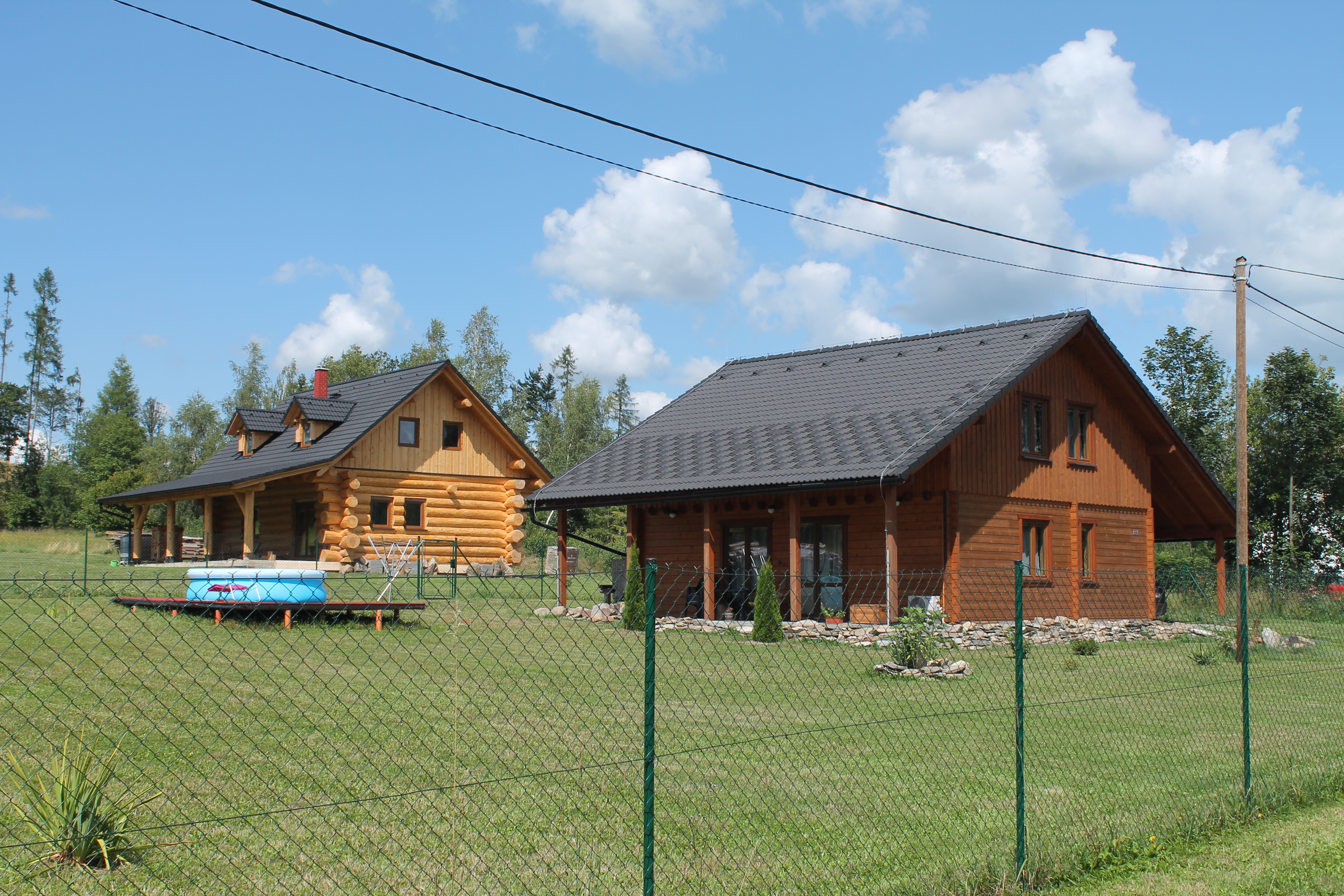
Moderní zástavba
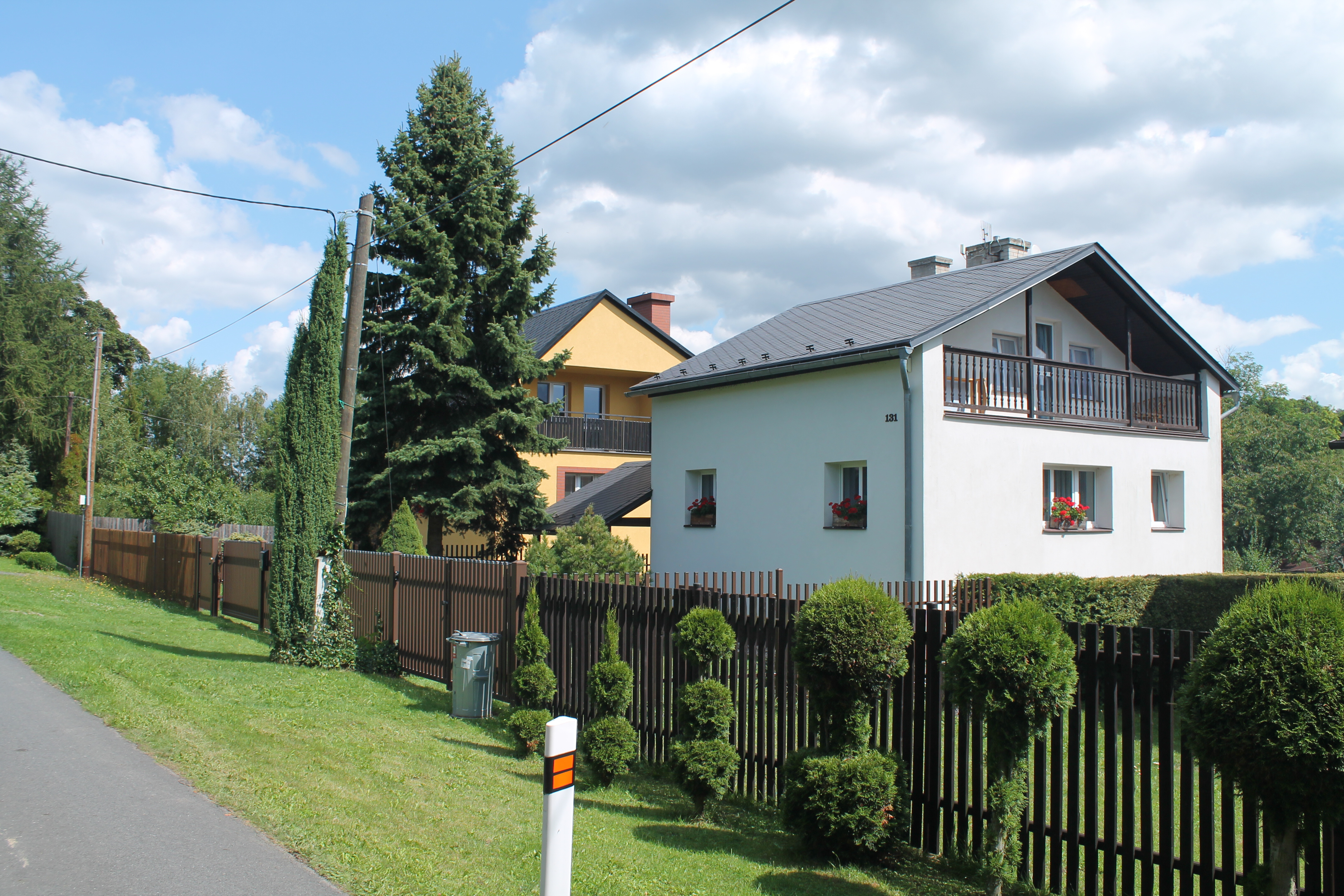
Domy z 20. století
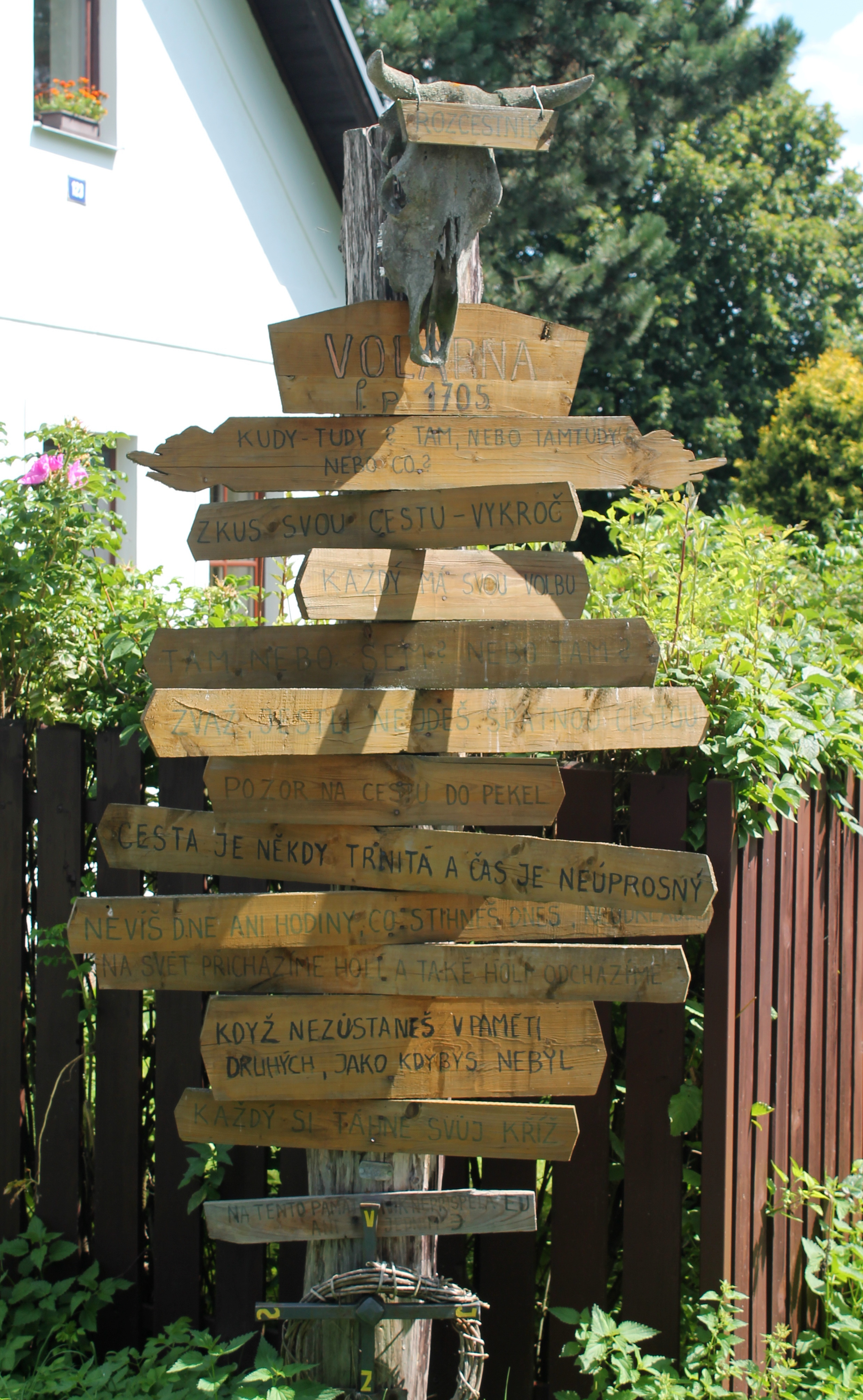
Rozcestník
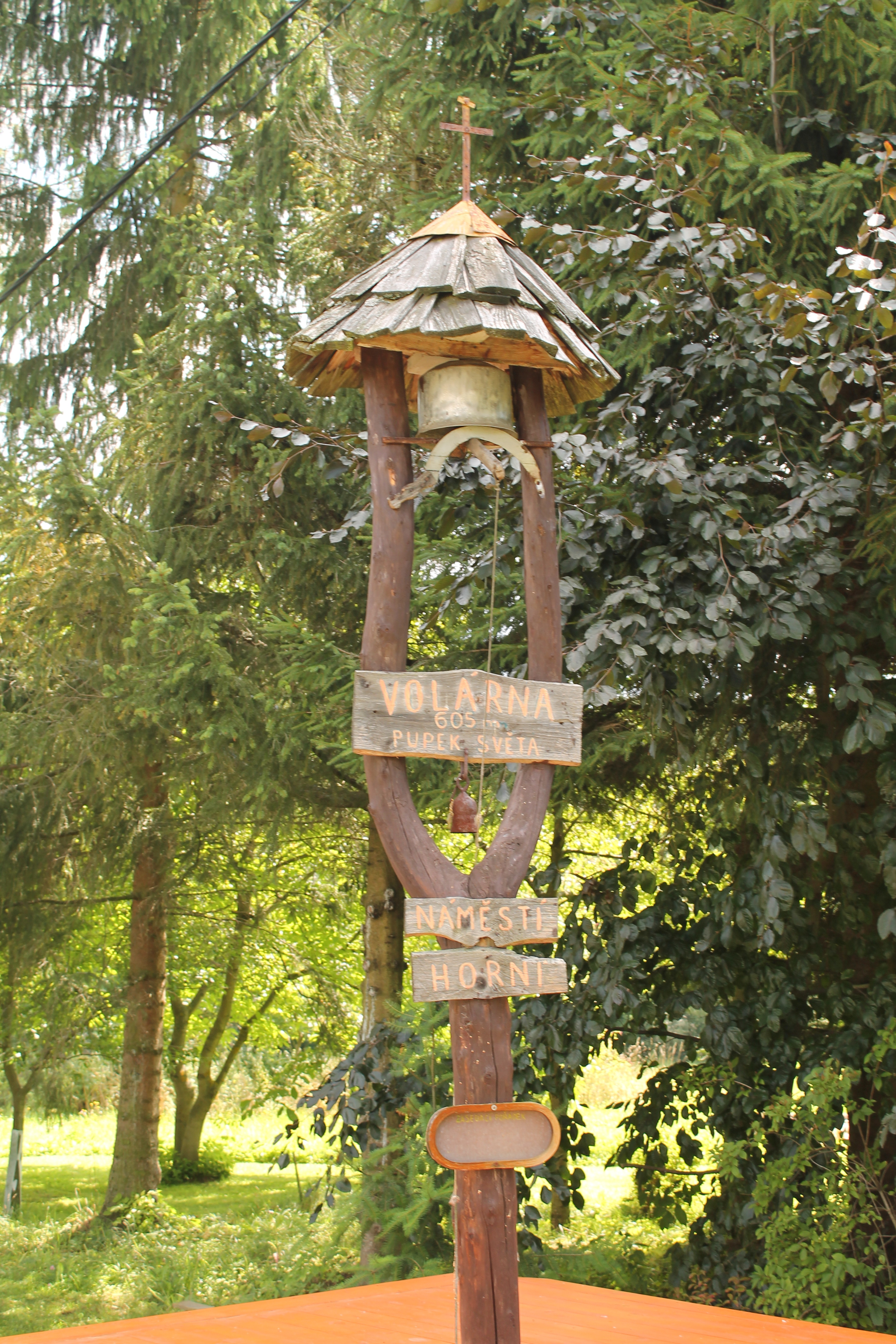
Zvonice